# Zarudnya fusca
Zarudnya fusca är en insektsart som beskrevs av Melichar 1902. Zarudnya fusca ingår i släktet Zarudnya och familjen Flatidae. Inga underarter finns listade i Catalogue of Life.